# Професионална гимназия по икономика „Д-р Иван Богоров“
Професионална гимназия по икономика „Д-р Иван Богоров“ е гимназия в град Варна.

## История
Професионална гимназия по икономика „Д-р Иван Богоров“ се основава с решение на Областен народен съвет – Варна, като се отделя от ЕСПУ „Антон Страшимиров“. Първата учебна година започва през 1991 година. Формират се групи, които изучават полски и чешки език като задължителна избираема подготовка. Следващата година за патрон е избран български възрожденец д-р Иван Богоров.
През 1994 година излиза първия брой на училищния вестник „Богоровски гимназист“. Година по-късно се създава мажоретен състав „Наутик“ с художествен ръководител Петър Златев. Гимназията отбелязва тържествено своята 10-годишнина с концерт „Европа без граници“. В гимназията се провежда Конференция по биология.

## Училищно настоятелство
Основано е на 28 март 1996 г. в него участват учители, родители и общественици.

## Възпитаници
- Николай Костадинов (р. 1983), политик и бизнесмен